# ملتيادس (بابا)

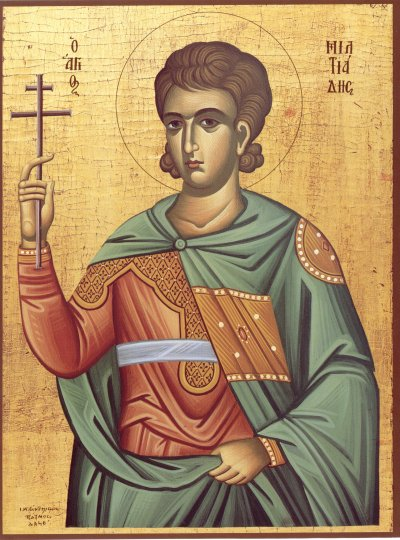
البابا ملتيادس

البابا ملتيادس (باللاتينية: Miltiades) ويسمى أيضًا ملخيادس (باللاتينية: Melchiades، أو بالإغريقية: Μελχιάδης ὁ Ἀφρικανός ملتيادس الإفريقي) هو بابا الكنيسة الكاثوليكية من 2 يوليو 311 وحتى 10 يناير 314.
ولد ملتيادس في شمال أفريقيا، وكان انتخابه للبابوية في 2 يوليو 311 نهاية لفترة فراغ الكرسي البابوي (باللاتينية: sede vacante) التي أعقبت وفاة البابا أوسابيوس في 17 أغسطس 310 (أو 309، وفقًا لروايات أخرى) بعد فترة وجيزة من نفي أوسابيوس إلى صقلية على يد الإمبراطور مكسنتيوس.
أثناء بابوية ملتيادس (في أكتوبر 312) انتصر الإمبراطور قسطنطين على مكسنتيوس وصعد إلى عرش روما، فأهدى البابا قصر لاتيرانو، الذي صار مقر إقامة البابا ومقر الحكم البابوي. وفي بدايات سنة 313 اتفق الإمبراطور قسطنطين الإمبراطور ليسينيوس في ميلانو على منح حرية العقيدة للمسيحيين وأصحاب الديانات الأخرى وإعادة ممتلكات الكنيسة إليها (مرسوم ميلانو).